# Massa Fiscaglia
Massa Fiscaglia – miejscowość i gmina we Włoszech, w regionie Emilia-Romania, w prowincji Ferrara.
Według danych na rok 2004 gminę zamieszkiwało 3819 osób, 67 os./km².
1 stycznia 2014 gmina została zlikwidowana.